# IC 1284
IC 1284 (nota anche con le sigle Sh2-37 e RCW 153) è una nebulosa a emissione visibile nella costellazione del Sagittario.
Si individua nella parte nordoccidentale della costellazione, lungo il piano della Via Lattea; si estende per circa 20 minuti d'arco in un'area di cielo fortemente oscurata da dense nubi di polveri. Il periodo più indicato per la sua osservazione nel cielo serale ricade fra giugno e novembre; trovandosi a declinazioni moderatamente australi, la sua osservazione è facilitata dall'emisfero australe.
Si tratta di una piccola ma brillante regione H II, la cui luce passa attraverso una fessura lasciata libera dagli estesi addensamenti nebulosi della nube LDN 291; si trova sul Braccio del Sagittario a una distanza di circa 1700 parsec (circa 5540 anni luce) ed è fisicamente legata all'associazione OB Sagittarius OB7 e in particolare alle giovani stelle HD 167722, HD 167815 e HD 313098, rispettivamente di classe spettrale B5, B2 e B5. IC 1284 ospita intensi fenomeni di formazione stellare; al suo interno vi sono quattro sorgenti di radiazione infrarossa osservate dall'IRAS, fra le quali spicca IRAS 18134-1942, associata a un maser con emissioni H2O. Nella nube sono presenti anche alcune sorgenti di onde radio, fra le quali vi è W34, e un maser con emissioni OH.
A breve distanza da IC 1284 vi sono due nebulose a riflessione, catalogate come vdB 118 e vdB 119; quest'ultima in particolare risulta associata a un piccolo ammasso aperto costituito da alcune stelle giovani con una classe spettrale media attorno a B3-B4 e un'età di circa 3,7±0,2 milioni di anni, tutte racchiuse entro un diametro di 2'. L'ammasso si trova sulla linea di vista di un gruppo di stelle rosse, appartenenti però al bulge galattico e quindi molto più lontane. Benché l'ammasso venga considerato parte dell'associazione Sagittarius OB7, uno studio del 2005 ha fornito per esso un valore di distanza di appena 600 parsec, collocandolo così in primo piano.